# غوستافو كورديرا
غوستافو إيدغاردو كورديرا (بالإسبانية: Gustavo Edgardo Cordera) (ولد في أفيانيدا، بوينوس آيريس في 15 سبتمبر 1961) هو مغن ومؤلف موسيقي أرجنتيني في صنف الروك. كان ضمن الأعضاء المؤسسين لإحدى أهم الفرق الموسيقية الأرجنتينية برسويت فركاراباط، والتي حقق معها مسيرة موسيقية رائعة من 1988 إلى غاية مغادرته للمجموعة سنة 2009، السنة التي قرر فيها أن يسلك تجربة موسيقية فردية.
تتميز أغاني غوستافو كورديرا بحمولتها الاجتماعية وبحسها النقدي الحاد تجاه الأنظمة السياسية والاجتماعية القائمة. كوفئ سنة 2005 بوسام الاستحقاق لجوائز كونيكس، إحدى أرفع الجوائز الثقافية في الأرجنتين، إلى جانب زميليه في فرقة برسويت خوان سوبيرا وبيبي سيسبيديس.
إضافة إلى مساره الموسيقي، ينشط كورديرا في القصايا الاجتماعية والبيئية وهو من المدافعين عن تقنين الماريخوانا. كورديرا معروف أيضا بعشقه لنادي لانوس لكرة القدم وخصوصا لنجمه ريكاردو بوتشيني الذي كان موضوع أغنيته El baile de la gambeta التي أصدرتها فرقة برسويت سنة 2004.
خلال دراسته الجامعية درس كورديرا عدة مسالك مثل الزراعة والكيمياء والهندسة قبل أن يستقر في النهاية على دراسة التواصل الاجتماعي في جامعة لوماس دي ثامورا في بوينوس آيريس. اتخذ قراره بالتفرغ للموسيقى خلال رحلة سياحية كان قام بها لبورتو أليغري في البرازيل سنة 1988.